# Oberschall Magda
Oberschall Magda, Bárányné (Budapest, 1904. január 4. – Bryn Mawr, Philadelphia, 1985. október 28.) magyar művészettörténész.

## Élete és munkássága
Oberschall Viktor Kelemen (1869–1956) pénzügyi tisztviselő és Müller Katalin (1878–1944) lánya. Felsőfokú tanulmányait a Pázmány Péter Tudományegyetemen és a párizsi Sorbonne-on végezte. 1930-ban védte meg doktori disszertációját a holland és flamand festészet nemzeti sajátosságai témakörében. 1931. október 3-án feleségül ment Bárány István úszóbajnokhoz, majd 1943-ban elváltak.
1943-ig a Magyar Iparművészeti Múzeumban dolgozott, majd 1943 és 1946 között a Magyar Nemzeti Múzeumban a történeti osztályt vezette. 1946-ban egy ideig a budapesti egyetemen adott elő, majd külföldre távozott. Kezdetben az Egyesült Államokban élt, majd Münchenben a Szabad Európa Rádió munkatársa lett. 1970-ben nyugdíjba vonult és visszatért az Egyesült Államokba.
Sírja a Fiumei úti sírkertben található.

## Fontosabb művei
- Konstantinos Monomachos császár koronája (Budapest, 1937)
- Magyarországi miseruhák (Budapest, 1937)
- A nyírbátori stallumok (Budapest, 1937)
- Magyar bútorok (Budapest, 1939)
- Régi magyar vasművesség (Budapest, 1941)
- Iparművesség Budán a törökkorban (Budapest, 1944)
- Die Sankt Stephans Krone und die Insignien des Königreiches Ungarn (Wien–München, 1961)